# ولیا گورا
ولیا گورا (به لاتین: Velja Gora) یک منطقهٔ مسکونی در بوسنی و هرزگوین است که در تربینیه واقع شده‌است.